# Нанду
На́нду (Rhea) — рід нелітаючих птахів південноамериканської родини нандувих (Rheidae). Зовні нагадують африканського страуса, але ступінь їх спорідненості невеликий, і все ще залишається дискусійним. Нанду є характерними великими тваринами саван субтропічних і помірних широт Південної Америки.

Крім південноамериканського  страуса На́нду, існують птахи, схожі на нього:

- на африканськокому континенті — Страус звичайний,
- на континенті Австралія — Ему.

## Зовнішній вигляд

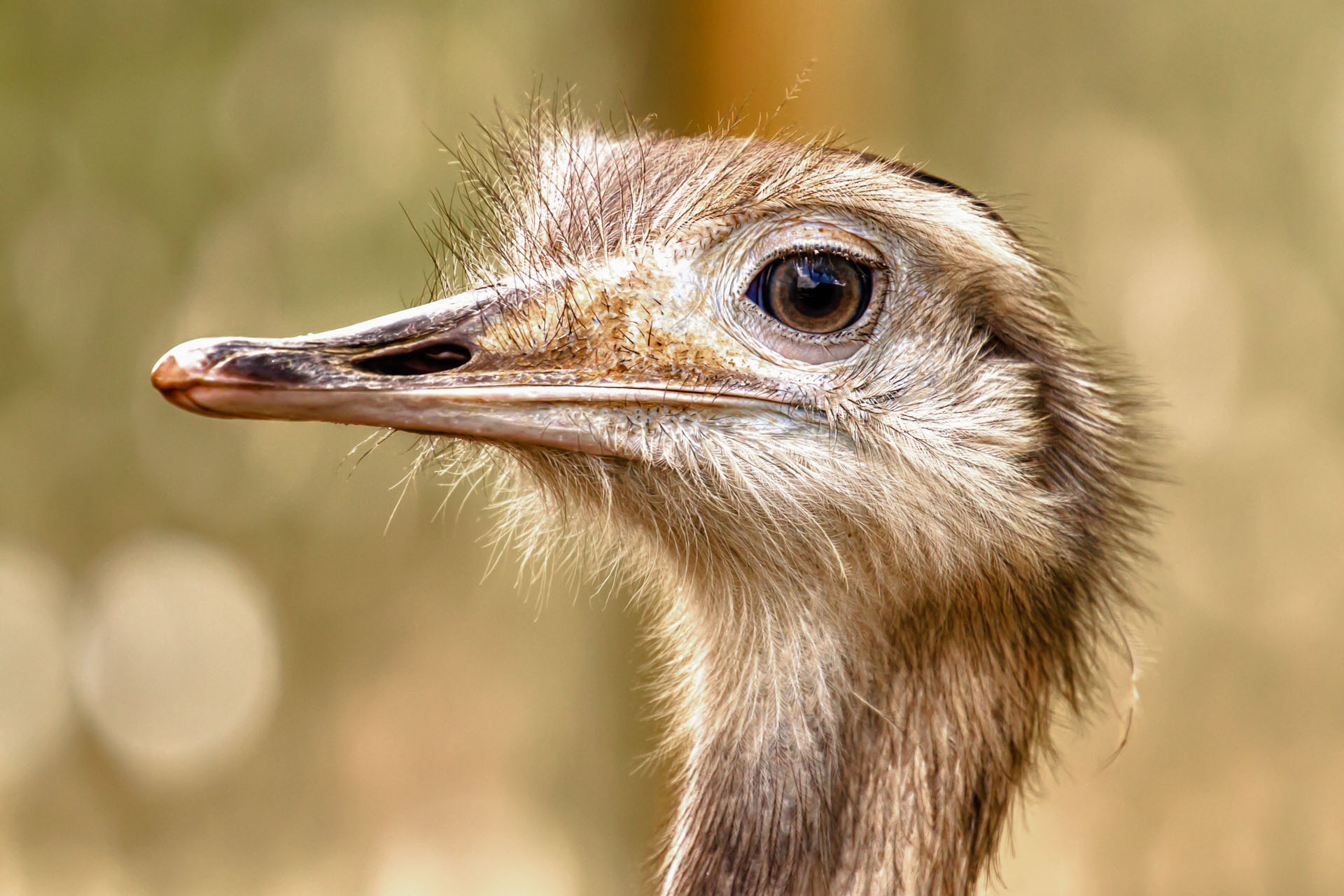
Голова великого нанду зблизька

Між страусами та нанду існують помітні відмінності. По-перше, навіть більший з обох видів нанду — звичайний нанду — не досягає розмірів страуса та за своїм зростом в 1,4 м вдвічі менше за страуса. У нанду шия покрита пір'ям, в той час як у страуса вона гола. У нанду по три пальці на кожній нозі, тоді як у страуса їх два.
Важать нанду до 40 кг. Хоча через свою вагу нанду, як і страус, не вміє літати, але активно використовує свої крила при бігу для підтримки рівноваги, а крім того розправлені під час бігу крила можуть грати роль вітрила; до того ж на кожному крилі є по гострому кігтю, які можуть бути використані як зброя. Нанду — повільніші бігуни, ніж африканські страуси, але і вони можуть розвивати чималу швидкість — до 60 км/год. Крім цього, вони хороші плавці та здатні форсувати річки.

### Голос
Крик нанду нагадує скоріше рик великого хижака з родини котячих, ніж звук птиці. Він звучить як «нанду», і саме йому нанду зобов'язаний своєю назвою на багатьох мовах. Його випускають насамперед самці під час шлюбного періоду. Крім цього, нанду видають хрипкі звуки, що попереджають родичів про наближення небезпеки, а також шипіння, якщо хочуть когось налякати.

## Розповсюдження

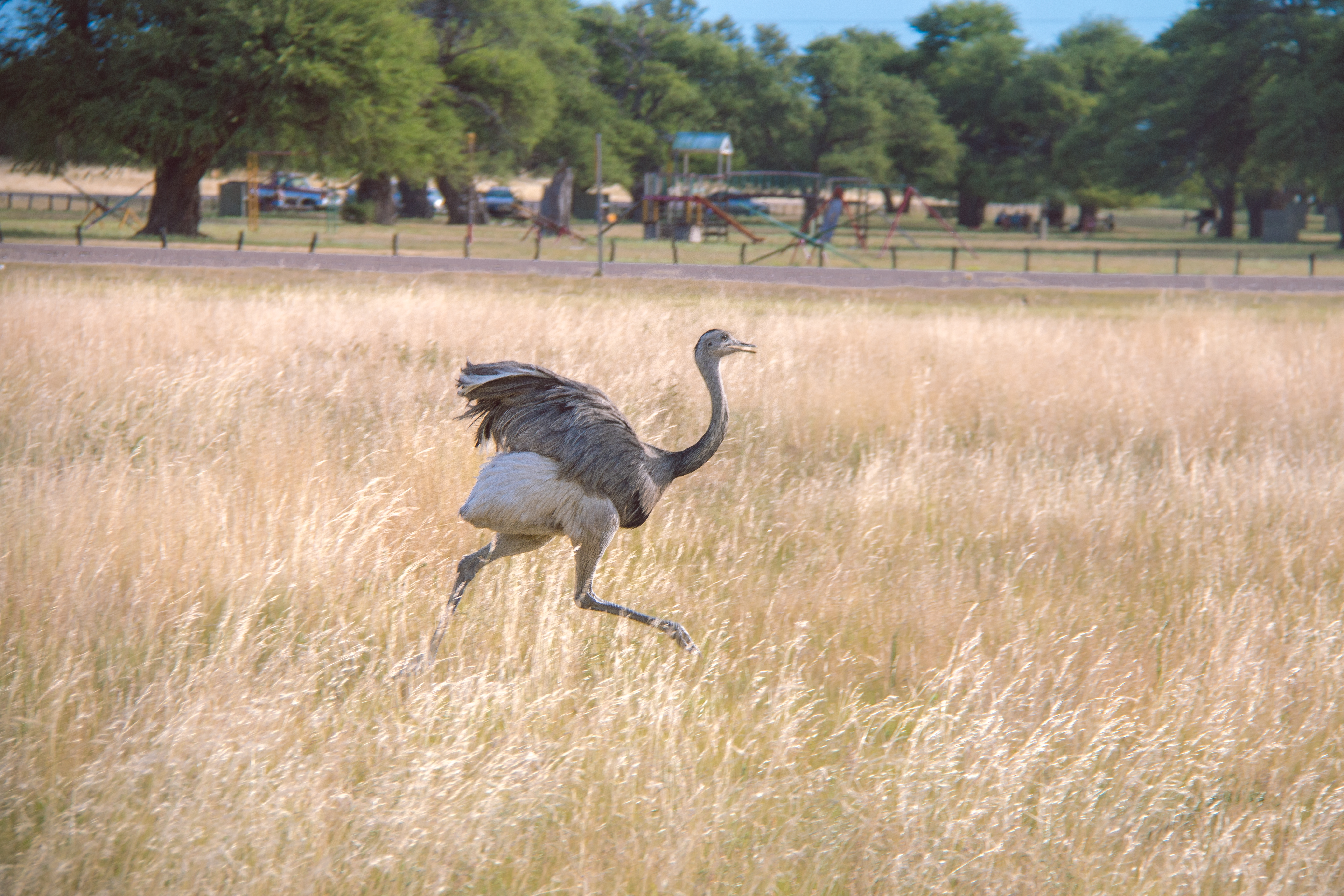
Нанду в парку Луро, Аргентина

Нанду мешкають в Аргентині, Чилі, Парагваї, Уругваї, Бразилії та Болівії. Нанду Дарвіна зустрічається іноді і в південній частині Перу. Нанду віддають перевагу відкритим саваноподібним середовищам проживання, до яких відносяться патагонські низовини і гірські плато Анд. Північний нанду зустрічається в більш низьких місцевостях, де панує тепліший клімат. Нанду Дарвіна може жити на висоті до 4500 м, а також на субполярному крайньому півдні Південної Америки.
Невелика популяція нанду розвивається в північно-східній Німеччині. Вона виникла в кінці 1990-х, після того як зі страусової ферми в Любеку втекли кілька пар нанду. Птахи зуміли адаптуватися до нових умов, і активно розмножуються в умовах потепління, Тільки за 2018 рік їх популяція різко збільшилася більш ніж у 2 рази та налічує 566 особин на території 150 км². Систематичний моніторинг ведеться з 2008 року.

## Поведінка
Нанду, як правило, активні в денний час доби. Тільки в надзвичайно спекотні дні вони пересувають своє неспання на вечірні або нічні години, щоб відпочити під час найбільшої спеки. Поза шлюбними періодами вони живуть в стадах від п'яти до тридцяти особин, в які входять і самці, і самки, і молодняк. У групах нанду стежать за тим, щоб інші особи дотримувалися мінімальної дистанції. Якщо інша птиця підходить надто близько, то нанду, що відчуває себе ущемленим витягує шию, широко відкриває дзьоб і видає шиплячий звук, тим самим вимагаючи від родича віддалитися.
Нанду — полігами. Щорічно, коли настає час спарювання, стада розпадаються на дрібні групи, що включають одного самця і 5-7 самок. Запліднені самцем самки відкладають яйця в загальне гніздо, причому висиджує яйця тільки самець. У кладці зазвичай — від 15 до 40 яєць, інкубація триває приблизно 6 тижнів. Самець же вигулює молодняк після вилуплення з яєць . Деякі старі самці після цього вже не повертаються в стада, а живуть на своїй території в поодинці.
У пампасах нанду часто утворюють змішані групи з пампасними оленями, гуанако і вікуньями, іноді навіть з коровами та вівцями. Змішування йде на користь обом сторонам. Гарний зір нанду і гарний нюх ссавців доповнюють один одного та дозволяють краще виявляти ворогів.

## Харчування
Нанду — всеїдні птиці і харчуються широколистими рослинами, насінням, фруктами, корінням, комахами і дрібними хребетними. Існують чутки, що вони вміють вбивати отруйних змій, але ніхто цього ніколи не міг довести документально. Молоді особини протягом перших кількох днів зазвичай їдять лише комах. Потребу у воді нанду задовольняють в основному з їжі та можуть довгий час обходитися без пиття. Як і інші страусоподібні, вони регулярно ковтають гастроліти, які допомагають подрібнювати їжу в шлунку.

## Систематика
Судячи з копалин, нанду безперечно існували в еоцені, а більш неоднозначні знахідки дозволяють припускати, що вони виникли ще в палеоцені. Таким чином, нанду є одним з найдавніших родин птахів взагалі. Тим складніше стоїть завдання з визначення їхньої еволюційної систематики. Зовнішня схожість натякає на спорідненість з африканським страусом, однак існують зоологи, які вважають нанду базовою групою всередині ряду страусоподібних, чиєю паралельною групою є збірний таксон всіх інших страусоподібних. Ще одна порівняно нова гіпотеза взагалі відокремлює нанду від ряду страусоподібних і бачить в них спорідненість зі скритохвостими. Відповідно до цієї теорії, схожість нанду зі страусами виникло в результаті конвергентної еволюції.
Відомо два сучасних види нанду:
- Нанду Дарвіна або малий нанду (Rhea pennata)[6]
- Звичайний, або північний нанду (Rhea americana)[6]

## Нанду і людина
З давніх часів індіанські племена Південної Америки використовували м'ясо і яйця нанду в їжу. Для полювання на них, як правило, використовувалися боласи (бола́с, ісп. bola 'куля' — мисливська метальна зброя, що складається з ременя або зв'язки ременів, до кінців яких прив'язані загорнуті шкірою круглі камені, кістяні вантажі, кам'яні кулі і т. ін.). У відносно недавній час пір'я нанду йшло на експорт в якості прикраси, крім цього їх шкіра використовувалася в виготовленні різних виробів.
Полювання на нанду та руйнування середовища їх проживання призвели до того, що популяції обох видів нанду скоротилися. Місцеві фермери стверджують, що нанду поїдають трави, які потрібні для їх худоби, а також поїдають зерно з полів. Тому нанду часто відстрілюють, якщо вони з'являються поблизу сільськогосподарських угідь. Ще однією небезпекою для нанду є ферми, що огороджені колючим дротом, через який нанду наносять собі важкі каліцтва і гинуть.
Нині нанду в деяких місцях розводять у напіводомашненому стані.

## Дивіться також
- Ему
- Тасманійський ему
- Африканський страус